# David Zepeda
David Zepeda (Heroica Nogales, Sonora, 19 de septiembre de 1973) es un actor, cantante, modelo y abogado mexicano.

## Carrera
Inició su carrera de actuación participando en telenovelas de TV Azteca, posteriormente viajó a Estados Unidos de América.
En 2004, interpretó al personaje de Omar en la telenovela Los Sánchez compartiendo escenas con Luis Felipe Tovar.
En 2006, protagonizó la telenovela Amores cruzados al lado de Patricia Vásquez y Ana Lucía Domínguez en una producción de TV Azteca en conjunto con Caracol TV de Colombia, país donde se grabó una parte de la historia. Esto le abrió las puertas para su segundo protagónico esta vez con Venevisión Internacional que filmó en Miami la telenovela Acorralada interpretando el papel de «Maximiliano Irazabal», con Alejandra Lazcano y Sonya Smith.
En 2009 participó en la producción Sortilegio de Carla Estrada en el papel antagónico, la misma fue protagonizada por Jacqueline Bracamontes y William Levy.
En 2010 actuó en la telenovela Soy tu dueña producida por Nicandro Díaz en una participación estelar, la misma es protagonizada por Lucero y Fernando Colunga; alternó su participación en Estados Unidos de América en la obra de teatro Sortilegio, el show basada en la telenovela.
En noviembre de 2010 participó en la puesta en escena Perfume de Gardenia interpretando a «Ricardo Cordero» al lado de La Sonora Santanera y Aracely Arámbula. En 2013 vuelve a la obra en el mismo papel, junto a Ninel Conde. En julio de 2024 retoma la obra, junto a Aracely Arámbula.
En 2011 protagonizó la telenovela La fuerza del destino producida por Rosy Ocampo para Televisa.
En 2011 fue la imagen de la campaña Déjate ver para ropa interior Calvin Klein para la cual siguió modelando en 2012. En octubre fue la portada de la revista Men's Health.
En 2012, estelarizó Abismo de pasión en el papel de Damián, junto a Angelique Boyer y producida por Angelli Nesma, para ese mismo año, se lanzó como cantante con el tema Talismán.
En 2013 protagonizó la telenovela Mentir para vivir, producida por Rosy Ocampo, junto a Mayrín Villanueva
En junio de 2013, lanzó su disco Volverte a enamorar.
En octubre de 2014 se anunció por parte de Nicandro Díaz que tiene el papel protagónico en la telenovela Hasta el fin del mundo junto a Marjorie de Sousa y en reemplazo de Pedro Fernández.
En 2016 protagonizó la telenovela Tres veces Ana junto a Angelique Boyer y Sebastián Rulli.
En septiembre de 2016 lanzó su segundo material discográfico 1+1=1, con el que debutó como compositor con cuatro temas.
En 2017 protagonizó la telenovela La doble vida de Estela Carrillo junto a Ariadne Díaz.
En 2018 protagonizó la telenovela Por amar sin ley junto a Ana Brenda Contreras, versión mexicana de La ley del corazón.
En agosto de 2019 dejó Televisa para unirse a la televisora hispana Telemundo, donde en 2020 estelarizó La doña 2 junto a Aracely Arámbula y Carlos Ponce.
En octubre de 2020 protagonizó, en Televisa, la telenovela Vencer el desamor, donde interpreta el tema Un millón de caricias a dúo con Fer Corona.
A partir de noviembre de 2021 estelarizó junto a Susana González la telenovela Mi fortuna es amarte bajo la producción de Nicandro Díaz González.
Desde julio de 2022 estelarizó Vencer la ausencia telenovela producida por Rosy Ocampo, junto a Ariadne Díaz.
A partir de marzo de 2023 protagoniza Pienso en ti telenovela producida por Carlos Bardasano, junto a Dulce María, con quien también canta el tema principal del mismo nombre.
A partir del 10 de febrero de 2025 protagoniza A.mar, donde el amor teje sus redes, telenovela producida por Ignacio Sada Madero, junto a Eva Cedeño.

## Vida personal
Es el menor de cuatro hermanos. Es egresado de licenciatura en derecho en la Universidad de Sonora y actuación en el Centro de Formación Actoral de TV Azteca. Representó a México en el concurso Manhunt International 2000, en Singapur, logrando el segundo lugar (primer finalista).

## Filmografía
| Año  | Título            | Personaje |
| ---- | ----------------- | --------- |
| 2004 | Desnudos          | Julio     |
| 2022 | Sugar en aprietos |           |

| Año       | Título                              | Personaje                      |
| --------- | ----------------------------------- | ------------------------------ |
| 1999      | Marea brava                         | Marcos                         |
| 2001      | Como en el cine                     | Paco                           |
| 2004–2005 | La heredera                         | Fabián                         |
| 2004–2005 | Los Sánchez                         | Omar                           |
| 2006      | Amores cruzados                     | Diego                          |
| 2007      | Acorralada                          | Maximiliano «Max» Irázabal     |
| 2009      | Sortilegio                          | Bruno Albéniz                  |
| 2010      | Soy tu dueña                        | Alonso Peñalvert               |
| 2011      | La fuerza del destino               | Iván Villagómez                |
| 2012      | Abismo de pasión                    | Damián Arango                  |
| 2013      | Mentir para vivir                   | Ricardo Sánchez Bretón         |
| 2014–2015 | Hasta el fin del mundo              | Salvador «Chava» Cruz          |
| 2016      | Tres veces Ana                      | Ramiro Fuentes                 |
| 2017      | La doble vida de Estela Carrillo    | Ryan Cabrera                   |
| 2018–2019 | Por amar sin ley                    | Ricardo Bustamante             |
| 2020      | Médicos, línea de vida              | Ricardo Bustamante             |
| 2020      | La Doña                             | José Luis Navarrete            |
| 2020–2021 | Vencer el desamor                   | Álvaro Falcón                  |
| 2021–2022 | Mi fortuna es amarte                | Vicente «Chente» Ramírez Pérez |
| 2022      | Vencer la ausencia                  | Jerónimo Garrido               |
| 2023      | Pienso en ti                        | José Ángel Santiago            |
| 2025      | A.mar, donde el amor teje sus redes | Fabián Bravo Jiménez           |

## Teatro
- Perfume de Gardenia (2010/2013/2024) .... Ricardo Cordero
- Porqué los hombres aman a las cabronas (2020)[41]
- Porqué será que las queremos tanto (2018)[42]
- Divorciémonos mi amor (2015) .... Alejandro[43]
- Hasta el fin del mundo...Cantaré (2015)[44]
- Una noche de pasión (2012) .... Ángel del Corral[45]
- Sortilegio, el show (2010) .... Bruno Albeniz[46]
- Descalzos en el parque (2009)[47]
- 4 equis (2008) .... Pablo[48]

## Espectáculos
- Solo para mujeres (2017) .... Él mismo[49]
- Sin censura (2014) .... Él mismo[50]

## Discografía
- Pienso en ti - Dueto con Dulce María (tema de telenovela) (2023)[51]
- Un millón de caricias - Dueto con Fer Corona (sencillo) (2020)
- Un amor como el nuestro (sencillo) (2017)
- 1+1=1 (2016)[52]
- Me duele tu ausencia (sencillo) (2016)[53]
- Volverte a enamorar (2013)[54]
- Talismán (sencillo) (2012)

## Publicidad
- Tiempos de amor para Televisa (2013)[55]
- SunTea (2013)[56]
- Cklass (2010 - 2013)
- Calvin Klein Underwear (2011 - 2012)[57][58]

## Premios y reconocimientos
- 2013: La revista People en Español lo nombró como uno de «Los 50 más bellos».[59]
- 2012: La revista People en Español lo nombró como uno de «Los 50 más bellos».[60]
- 2011: Plasmó sus huellas en la Plaza de las Estrellas de la Ciudad de México en agosto.[61]
- 2011: La revista People en Español lo nombró como uno de «Los 50 más bellos».[62]
- 2009: En México, es parte de la lista de «Los 12 hombres más sexys» publicada por la revista Quién.[63]

### Premios TVyNovelas
| Año  | Categoría                           | Telenovela                       | Resultado |
| ---- | ----------------------------------- | -------------------------------- | --------- |
| 2019 | Mejor actor protagónico             | Por amar sin ley                 | Nominado  |
| 2018 | Mejor actor protagónico             | La doble vida de Estela Carrillo | Nominado  |
| 2014 | Mejor actor protagónico             | Mentir para vivir                | Nominado  |
| 2013 | Favoritos del público: El más guapo | Abismo de pasión                 | Ganador   |
| 2013 | Mejor actor protagónico             | Abismo de pasión                 | Ganador   |
| 2012 | Mejor actor protagónico             | La fuerza del destino            | Nominado  |
| 2011 | Mejor actor coestelar               | Soy tu dueña                     | Nominado  |
| 2010 | Mejor actor antagónico              | Sortilegio                       | Ganador   |

### PremiosPeople en Español
| Año  | Categoría                            | Telenovela            | Resultado |
| ---- | ------------------------------------ | --------------------- | --------- |
| 2013 | El más sexy de Twitter               | David Zepeda          | Nominado  |
| 2012 | Mejor pareja (con Angelique Boyer)   | Abismo de pasión      | Nominado  |
| 2012 | Mejor actor                          | Abismo de pasión      | Nominado  |
| 2011 | Mejor pareja (con Sandra Echeverría) | La fuerza del destino | Nominado  |
| 2011 | Mejor actor                          | La fuerza del destino | Nominado  |
| 2010 | Mejor villano                        | Sortilegio            | Nominado  |

### Premios Juventud
| Año  | Categoría                | Telenovela                              | Resultado |
| ---- | ------------------------ | --------------------------------------- | --------- |
| 2023 | Mi protagonista favorito | Vencer la ausencia/Mi fortuna es amarte | Nominado  |
| 2015 | Mi protagonista favorito | Hasta el fin del mundo                  | Nominado  |
| 2012 | ¡Está buenísimo!         | La fuerza del destino                   | Ganador   |

### Premios Bravo
| Año  | Categoría               | Telenovela                       | Resultado |
| ---- | ----------------------- | -------------------------------- | --------- |
| 2012 | Mejor actor protagónico | Abismo de pasión                 | Ganador   |
| 2018 | Mejor actor protagónico | La doble vida de Estela Carrillo | Ganador   |